# Счётные палочки
Счётные палочки — вероятно, одно из первых приспособлений для вычислений. Счётные палочки представляют собой одно- или многоцветные удлинённые брусочки, обычно сделанные из дерева или пластика. Используются сегодня для обучения счету, в том числе в школах. Счётные палочки также используются в методике Монтессори, методике Зайцева и других методиках раннего развития, для обучения дошкольников и в качестве развивающей игрушки. Могут использоваться в некоторых играх (например, маджонг).

## История
Счётные палочки с древних времён использовались в Китае, в том числе — для записи символов и иероглифов, однако затем были запрещены там. В Японии непрерывно использовались долгое время и даже стали символом алгебры. Также были популярны в Корее и Вьетнаме.
Изначально счётные палочки могли использоваться для простых вычислений, выражая числа от 1 до 9, однако затем их развитие привело к тому, что появились обозначение нуля и целый символический язык математики. С помощью счётных палочек и счётной доски проводили сложные вычисления с дробями, фракталами и отрицательными числами (для отражения последних использовались или палочки другого цвета, или особые формы записи).

## Виды
Сегодня на рынке имеется множество различных типов (разной комплектности набора, формы, длины, цвета, материала) и видов счётных палочек. Наиболее популярны «палочки Кюизенера».